# 五一城 (卢甘斯克州)
五一城（羅馬化：Pervomaisk，羅馬化：Pervomaysk）法理上是乌克兰东部盧甘斯克州阿尔切夫斯克区卡迪伊夫卡市镇内的城市，事实上为俄罗斯卢甘斯克人民共和国的直辖市。该市距离首府卢甘斯克60公里，始建於1765年，面積88.54平方公里，海拔高度199米，2022年人口数量为36,091人。
2024年9月19日，乌克兰最高拉达将此市改名为索科洛希尔斯克（羅馬化：Sokolohirsk）。